# Jacques Hilling
Jacques Hilling, född 26 maj 1922 i Randwick, Australien, död 16 februari 1975 i Paris, var en fransk skådespelare.

## Roller i urval
- 1949 – Möte i julinatt
- 1953 – Brottslig kärlek
- 1954 – French Cancan
- 1955 – De djävulska
- 1956 – Brott och straff
- 1956 – Elena och männen
- 1956 – Gervaise
- 1956 – Ringaren i Notre Dame
- 1958 – Hiss till galgen
- 1959 – Maigret löser en gåta
- 1960 – Sanningen
- 1971 – Arsène Lupin, gentlemannatjuv (TV-serie)
- 1971 – Lucky Luke rensar stan (röst)
- 1974 – Festen kan börja
- 1974 – Urmakaren i Saint-Paul